# Верхнячка
Верхня́чка (укр. Верхнячка) — посёлок в Уманском районе Черкасской области Украины.

## История
Впервые упоминается в 1646 году.
В 1892 году Верхнячка являлась селом Уманского уезда Киевской губернии, в котором насчитывалось 343 двора, действовали школа, свеклосахарный завод и имелась часовня, численность населения составляла 2151 человек.
Во время гражданской войны в 1919 году Верхнячка стала укрепленным опорным пунктом РККА, прикрывавшим Христиновский железнодорожный узел (здесь находился штаб командующего южным боевым участком Киевского военного округа И. Д. Капуловского), против которого действовала группировка войск УНР под общим командованием генерала А. Удовиченко (3-я пехотная галицийская дивизия, бригада Тютюнника, отряды атаманов Клименко, Павловского, Казакова, Волынца и Стецюры с артиллерией). Боевые действия на этом участке носили затяжной и ожесточенный характер, но после того, как на усиление боевого участка Капуловского прибыли Интернациональный стрелковый полк и полк сквирских партизан, соотношение сил изменилось и части РККА заняли Умань. После того, как наступающие части ВСЮР переправились через Днепр, силы РККА начали отход на восток.
С 1923 по 1927 год Верхнячка являлась районным центром.
Во время Великой Отечественной войны с 31 июля 1941 до 9 марта 1944 селение находилось под немецкой оккупацией.
С 1960 года посёлок городского типа.
В 1969 году численность населения составляла 5,3 тыс. человек, крупнейшими предприятиями являлись сахарный завод и кирпичный завод.
В мае 1995 года Кабинет министров Украины утвердил решение о приватизации находившегося здесь животноводческого хозяйства.

## Население
В январе 1989 года численность населения составляла 4837 человек.
На 1 января 2013 года численность населения составляла 3837 человек.

### Языковой состав
Родной язык населения по данным переписи 2001 года:
| Язык       | Численность, чел. | Доля     |
| ---------- | ----------------- | -------- |
| Украинский | 4 192             | 97,69 %  |
| Русский    | 78                | 1,82 %   |
| Другое     | 21                | 0,49 %   |
| Итого      | 4 291             | 100,00 % |

## Транспорт
Посёлок находится в 5 км от железнодорожного узла Христиновка.

## Галерея
- Главная улица
- Старостат (бывший посёлковый совет)
- Лицей (оппорная школа)
- Школа №2
- Учебно-производственный комбинат
- Дом культуры
- Амбулатория
- Котельная и столовая амбулатории
- Краеведческий музей
- Ставок